# Cook Partisan Voting Index

Carte du CPVI par état après l'élection de 2020, avec bleu pour les Démocrates et rouge pour les Républicains.

Le Cook Partisan Voting Index (en français Index Cook du vote partisan), souvent abrégé en CPVI ou tout simplement PVI, est une mesure du degré avec lequel un district congressionnel ou un État des États-Unis penche vers le Parti démocrate ou le Parti républicain, comparé à l'ensemble des États-Unis. L'index est mis à jour après chaque cycle électoral. The Cook Political Report (Rapport politique Cook) a introduit le PVI en août 1997, pour mieux juger de la « compétitivité » de chaque district en utilisant les élections présidentielles américaines de 1992 et 1996 comme base de référence. L'indice est basé sur l'analyse par le Center for Voting and Democracy (Centre pour le droit de vote et pour la démocratie, aujourd'hui FairVote) pour son rapport de juillet 1997 Monopoly Politics.

## Calcul
Les PVIs sont calculés en comparant le partage moyen entre démocrates et républicains des districts congressionnels des deux votes à ces deux partis lors des deux dernières élections présidentielles à la moyenne nationale pour ces élections. 
Par exemple, la moyenne nationale pour les élections de 2004 et 2008 était à 51,2 % démocrates et 48,8 % républicains. Dans le district congressionnel at-large de l'Alaska (district couvrant tout l'État), le candidat républicain a remporté respectivement 63 % et 61 % de l'ensemble des voix pour les deux partis lors des élections présidentielles de 2004 et de 2008. En comparant la moyenne de ces deux résultats de districts (62 %) par rapport à la moyenne nationale (49 %), ce district a voté 13 points (en pourcentage) de plus républicain que le pays dans son ensemble, ou R+13.

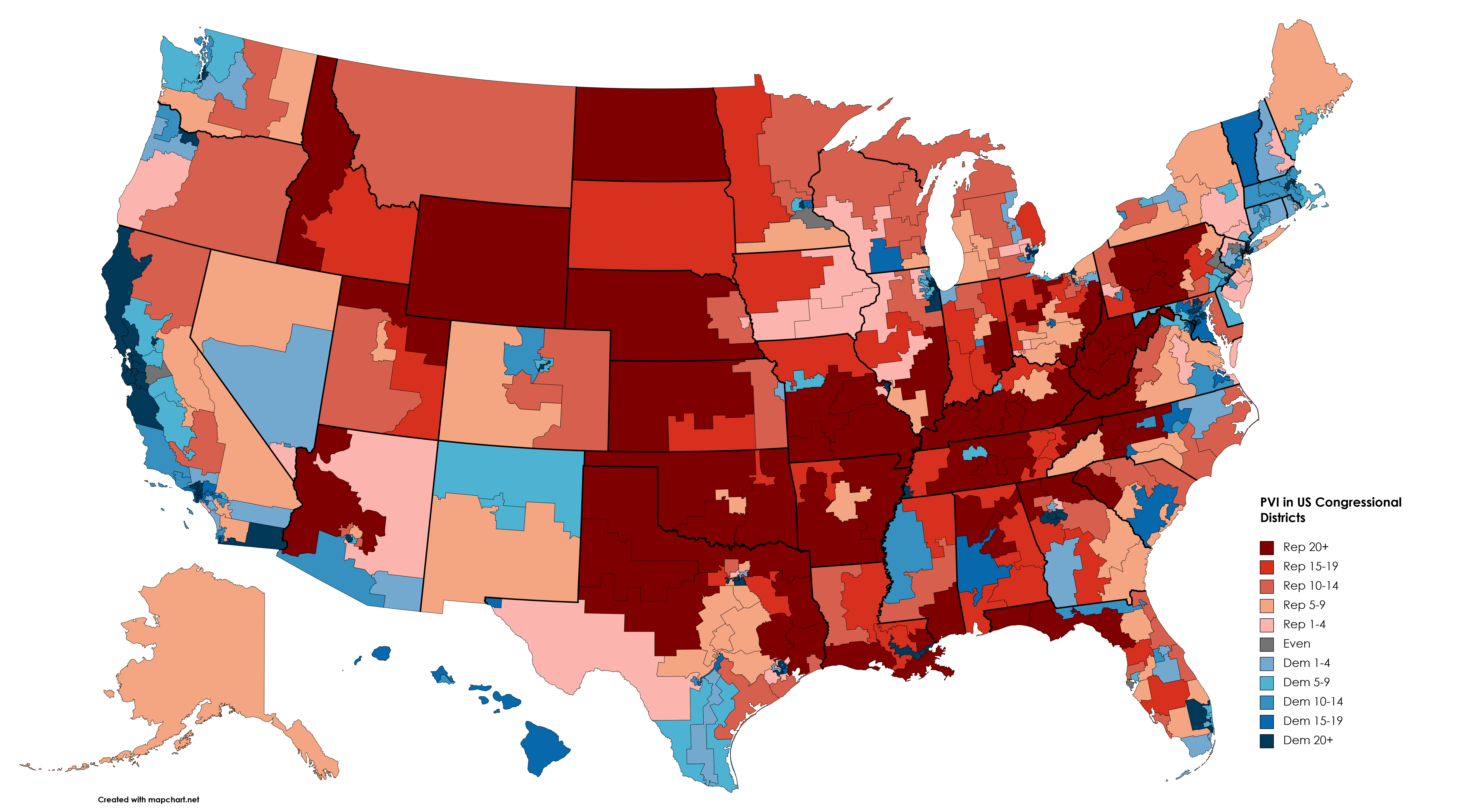
Une carte des districts de la Chambre des représentants par le Cook Partisan Voting Index.

Avant sa mise à jour d'avril 2009, la formule du PVI comparait les résultats au niveau des districts pour les deux dernières élections présidentielles aux résultats nationaux pour seulement la dernière élection. Depuis, les élections locales sont comparées aux élections nationales correspondantes. Ce changement vers une comparaison « de pommes avec des pommes » fut le résultat du plaidoyer de David Nir du Swing State Project.

## Format
Le PVI Cook se présente sous le format d'une lettre, du signe + et d'un nombre:
- Lettre : le parti majeur, Démocrate (D) ou Républicain (R), vers lequel le district penche
- Nombre : la portée de cette inclinaison exprimée en pourcentage arrondi

Pour les districts sans inclinaison partisane, l'indice écrit « EVEN » (« identique ») sans nombre.

## Liste

### Extrêmes et tendances
Le district congressionnel le plus démocrate des États-Unis est le 15e district de l'État de New York, situé dans le Bronx, avec un PVI de D+44. Le district le plus républicain est le 13e district du Texas à R+33. Pour les États pris comme un ensemble, le Wyoming et l'Utah sont les plus républicains à R+25 et Hawaï est le plus démocrate à D+18.
Le district le plus démocrate « par rapport à son État » est le 9e district du Tennessee, classé D+28 dans un État R+14 (42 points de différence). Le plus républicain par rapport à son État est le 15e district de l'Illinois, classé R+21 dans un État D+7 (28 points d'écart). Dans les 428 districts congressionnels qui sont dans des États ayant plus d'un district, 114 penchent vers un parti alors que leur État penche vers l'autre.
Le district congressionnel le plus démocrate du Congrès (au moment de l'index) à avoir élu un Républicain est de le 21e district de Californie avec un PVI de D+5, représenté par David Valadao. Le plus républicain (au moment de l'index) qui élit un Démocrate est le 4e district de l'Utah avec un PVI de R+13, représenté par Ben McAdams. Au total, il y a deux districts avec une inclinaison démocrate sur le papier représentés par des Républicains à la suite des élections de 2018 (au lieu de huit avant l'élection) et trente-trois avec un scénario inverse (9 avant l'élection). Cela représente un total de 35 représentants sur 435 élus d'un district avec un PVI opposé que cela soit dû à des raisons politiques, un changement de population, des facteurs liés à la personnalité de l'élu ou au redécoupage du district (Redistricting).
Au Sénat, l'État penchant le plus vers les Républicains à avoir un sénateur démocrate est la Virginie-Occidentale avec Joe Manchin. L'État penchant le moins vers les démocrates à avoir deux sénateurs démocrates est le New Hampshire, représenté par Jeanne Shaheen et Maggie Hassan. Aucun État avec un penchant républicain n'a élu deux sénateurs démocrates à la date des élections de 2016. L'État avec le plus fort penchant démocrate à avoir élu un sénateur républicain est le Maine avec Susan Collins. L'État avec le penchant le moins républicain avec deux sénateurs républicains est la Floride, représentée par Marco Rubio et Rick Scott.
Quatre États avec un penchant républicain (basé sur l'index), le plus étant le Kansas à R+13 ont des gouverneurs démocrates, tandis que les trois États avec un penchant démocrate, le plus étant le Vermont, à J+15, ont élu leur actuel gouverneur actuel issu du Parti républicain.
Il y a deux États avec un penchant républicain à avoir une majorité de leurs représentants à la Chambre issue du Parti démocrate (l'Arizona et de l'Iowa), et l'un des trois États neutres : le New Hampshire. Les États les plus fragiles pour les Démocrates, selon l'index, à avoir une majorité démocrate de leur délégation sont le Colorado, le Minnesota, le Nevada, la Virginie (D+1) et le New Hampshire (avec ses PVI mis à « Identique » («even») ; de plus, pour le New Hampshire les représentants actuels sont tous démocrates.
Le Massachusetts contribue le plus en nombre de représentants à la Chambre - neuf -, parmi les neuf États qui ont des délégations entièrement démocrates ; l'Arkansas est l'État qui contribue le plus en représentants - quatre - parmi les neuf États membres qui ont des délégations entièrement républicaines. Sur les sept États n'ayant qu'un seul représentant, deux sont détenus par les Démocrates (le Delaware et le Vermont) et le reste est actuellement détenu par des Républicains (Wyoming, Dakota du Sud, Dakota du Nord, Montana et Alaska).